# Simone Barbier
Pour les articles homonymes, voir Barbier.
Simone Barbier (Nancy, 19 janvier 1903 - La Celle-Saint-Cloud, 23 septembre 1992) est une joueuse de tennis française.
Elle a notamment atteint la finale du double dames à Roland-Garros en 1930, associée à sa compatriote Simone Mathieu.

## Palmarès (partiel)

### Finale en double dames
| No | Date       | Nom et lieu du tournoi         | Catégorie | Surface      | Vainqueures                | Partenaire      | Score    |          |
| -- | ---------- | ------------------------------ | --------- | ------------ | -------------------------- | --------------- | -------- | -------- |
| 1  | 15-05-1930 | Internationaux de France Paris | G. Chelem | Terre (ext.) | Elizabeth Ryan Helen Wills | Simonne Mathieu | 6-3, 6-1 | Parcours |

## Parcours en Grand Chelem (partiel)
Si l’expression « Grand Chelem » désigne classiquement les quatre tournois les plus importants de l’histoire du tennis, elle n'est utilisée pour la première fois qu'en 1933, et n'acquiert la plénitude de son sens que peu à peu à partir des années 1950.

### En simple dames
| Année | Championnat d'Australie | Championnat d'Australie | Internationaux de France | Internationaux de France | Wimbledon      | Wimbledon       | US National | US National |
| ----- | ----------------------- | ----------------------- | ------------------------ | ------------------------ | -------------- | --------------- | ----------- | ----------- |
| 1927  | -                       | -                       | 3e tour (1/8)            | M. Broquedis             | -              | -               | -           | -           |
| 1928  | -                       | -                       | 1er tour (1/32)          | Meryl O'Hara             | -              | -               | -           | -           |
| 1929  | -                       | -                       | 2e tour (1/16)           | Eileen Bennett           | 2e tour (1/32) | Billie Tapscott | -           | -           |
| 1930  | -                       | -                       | 3e tour (1/8)            | Elizabeth Ryan           | 2e tour (1/32) | Julia Valantine | -           | -           |
| 1931  | -                       | -                       | 1er tour (1/32)          | Irmgard Rost             | -              | -               | -           | -           |
| 1932  | -                       | -                       | 2e tour (1/16)           | Eileen Bennett           | -              | -               | -           | -           |
| 1933  | -                       | -                       | 2e tour (1/16)           | Eileen Bennett           | -              | -               | -           | -           |
| 1934  | -                       | -                       | 1er tour (1/32)          | J. Cruiskshank           | -              | -               | -           | -           |
| 1935  | -                       | -                       | 2e tour (1/16)           | Helen Jacobs             | -              | -               | -           | -           |
| 1936  | -                       | -                       | 2e tour (1/16)           | Hilde Sperling           | -              | -               | -           | -           |
| 1937  | -                       | -                       | 2e tour (1/16)           | Helen Jacobs             | -              | -               | -           | -           |
| 1938  | -                       | -                       | 3e tour (1/8)            | D. Stevenson             | -              | -               | -           | -           |
| 1939  | -                       | -                       | 1er tour (1/16)          | Simonne Mathieu          | -              | -               | -           | -           |
| 1948  | -                       | -                       | 1er tour (1/32)          | M. Brunnarius            | -              | -               | -           | -           |
| 1949  | -                       | -                       | 1er tour (1/32)          | Lucia Manfredi           | -              | -               | -           | -           |

À droite du résultat, l’ultime adversaire.

### En double dames
| Année | Championnat d'Australie | Championnat d'Australie | Internationaux de France    | Internationaux de France  | Wimbledon                  | Wimbledon                 | US National | US National |
| ----- | ----------------------- | ----------------------- | --------------------------- | ------------------------- | -------------------------- | ------------------------- | ----------- | ----------- |
| 1927  | -                       | -                       | 1er tour (1/16) J. Gallay   | G. Cousin G. Grasset      | -                          | -                         | -           | -           |
| 1928  | -                       | -                       | 1er tour (1/8) Le Besnerais | Evelyn Colyer Joan Fry    | -                          | -                         | -           | -           |
| 1929  | -                       | -                       | 2e tour (1/8) M. Broquedis  | Doreen Cole B. Tapscott   | 1er tour (1/32) S. Mathieu | Edith Cross Helen Wills   | -           | -           |
| 1930  | -                       | -                       | Finale S. Mathieu           | E. Ryan Helen Wills       | 1/4 de finale S. Mathieu   | Sylvie Jung Josane Sigart | -           | -           |
| 1931  | -                       | -                       | 2e tour (1/8) M. Gladman    | Sylvie Jung Josane Sigart | -                          | -                         | -           | -           |
| 1932  | -                       | -                       | 1/4 de finale Lolette Payot | E. Ryan Helen Wills       | -                          | -                         | -           | -           |
| 1933  | -                       | -                       | 1/2 finale Lolette Payot    | Sylvie Jung C. Rosambert  | -                          | -                         | -           | -           |
| 1934  | -                       | -                       | 1/4 de finale Lolette Payot | Jędrzejowska Susan Noel   | -                          | -                         | -           | -           |
| 1935  | -                       | -                       | 2e tour (1/8) S. Pannetier  | Ida Adamoff H. Sperling   | -                          | -                         | -           | -           |
| 1936  | -                       | -                       | 1/4 de finale S. Pannetier  | S. Mathieu Billie Yorke   | -                          | -                         | -           | -           |
| 1937  | -                       | -                       | 2e tour (1/8) E. Belliard   | Helen Jacobs H. Sperling  | -                          | -                         | -           | -           |
| 1938  | -                       | -                       | 2e tour (1/8) Madzy Rollin  | Nell Hall D. Stevenson    | -                          | -                         | -           | -           |
| 1939  | -                       | -                       | 1/4 de finale Mlle Kerckoff | Alice Florian Hella Kovac | -                          | -                         | -           | -           |
| 1946  | -                       | -                       | 1er tour (1/8) Aimée Cochet | M. Hamelin M. Inglebert   | -                          | -                         | -           | -           |
| 1947  | -                       | -                       | 2e tour (1/8) Leyla Anet    | S. Mathieu Alice Weiwers  | -                          | -                         | -           | -           |
| 1950  | -                       | -                       | 1er tour (1/16) S. Savoye   | Joan Curry Joy Gannon     | -                          | -                         | -           | -           |
| 1951  | -                       | -                       | 1er tour (1/16) S. Savoye   | B. Bartlett B. Scofield   | -                          | -                         | -           | -           |

Sous le résultat, la partenaire ; à droite, l’ultime équipe adverse.

### En double mixte
| Année | Championnat d'Australie | Championnat d'Australie | Internationaux de France     | Internationaux de France | Wimbledon | Wimbledon | US National | US National |
| ----- | ----------------------- | ----------------------- | ---------------------------- | ------------------------ | --------- | --------- | ----------- | ----------- |
| 1928  | -                       | -                       | 1er tour (1/16) Grandguillot | Esna Boyd John Hawkes    | -         | -         | -           | -           |
| 1929  | -                       | -                       | 1/4 de finale Grandguillot   | Sylvie Jung René Lacoste | -         | -         | -           | -           |
| 1930  | -                       | -                       | 3e tour (1/8) Grandguillot   | Cilly Aussem Bill Tilden | -         | -         | -           | -           |

Sous le résultat, le partenaire ; à droite, l’ultime équipe adverse.